# Prospalta stellata
Prospalta stellata är en fjärilsart som beskrevs av Moore 1882. Prospalta stellata ingår i släktet Prospalta och familjen nattflyn. Inga underarter finns listade i Catalogue of Life.